# Vụ sát hại Samuel Paty
Vụ sát hại Samuel Paty, một giáo viên cấp hai người Pháp, xảy ra tại vùng ngoại ô Conflans-Sainte-Honorine ở Paris, Pháp vào lúc 5 giờ chiều ngày 16 tháng 10 năm 2020. Paty bị giết và chặt đầu vì động cơ khủng bố Hồi giáo.
Trong một lớp học về tự do ngôn luận, Paty đã cho học sinh xem một tranh vẽ nhà tiên tri Hồi giáo Muhammad trong tờ Charlie Hebdo sau khi cho phép các học sinh theo đạo Hồi rời khỏi lớp. Vài ngày sau, kẻ giết người đã sát hại và chặt đầu Paty bằng một con dao dài 30 cm. Hắn đăng tải một bức ảnh chụp đầu của Paty lên Twitter và tuyên bố hắn đã hành động "trên danh nghĩa Allah." Kẻ giết người tỏ ra giận dữ rằng Paty đã báng bổ Muhammad. Thủ phạm, một người tị nạn 18 tuổi người Chechnya mang quốc tịch Nga, đã bị cảnh sát bắn hạ trong quá trình vây bắt. Đây là một trong nhiều vụ tấn công Hồi giáo tại Pháp trong những năm gần đây, và đã gây chấn động đến xã hội và chính trị nước này.

## Bối cảnh

### Nạn nhân
Nạn nhân, Samuel Paty, là một giáo viên lịch sử, địa lý và giáo dục công dân 47 tuổi làm việc tại trường Collège Bois-d'Aulne ở Conflans-Sainte-Honorine, Pháp, một vùng ngoại ô cách trung tâm Paris 30 km về phía Tây Bắc.. Anh sống cách trường 10 phút đi xe ở thị trấn nhỏ Éragny, Val-d'Oise. Anh đã kết hôn và có một người con trai năm tuổi. Một buổi lễ tiễn đưa được lên kế hoạch diễn ra vào ngày 21 tháng 10 sau khi thảo luận với gia đình của Paty.

### Các sự kiện dẫn đến vụ sát hại

Một trong những bức tranh biếm họa Muhammad của Charlie Hebdo mà Samuel Paty đã cho học sinh của mình xem.

Đầu tháng 10 năm 2020, Paty đang dạy một lớp học đạo đức và giáo dục công dân về tự do ngôn luận nằm trong chương trình học toàn quốc của Pháp. Trong một giờ học, anh đã cho các học sinh của mình xem một bức tranh biếm họa nhà tiên tri Hồi giáo Muhammad trong tạp chí châm biếm Charlie Hebdo khi lớp học đang thảo luận về tự do ngôn luận. Trước khi cho học sinh xem bức tranh, Paty đã cho phép các học sinh theo đạo Hồi rời khỏi lớp nếu các em muốn.
Giờ học này đã gây ra tranh cãi. Có nhiều nguồn thông tin không đồng nhất về những gì đã xảy ra. Với nhiều người theo đạo Hồi, bất kỳ hình thức minh họa nào về nhà tiên trì Muhammad đều là báng bổ. Một người bố theo đạo Hồi của một học sinh đã nói trên YouTube và Facebook rằng Paty đã cho học sinh xem một bức tranh khỏa thân của Muhammad, đồng thời công khai tên Paty và địa chỉ của trường. Ông gọi Paty là một tên du côn và kêu gọi các phụ huynh khác cùng mình chống lại anh.
Người bố này cũng đã phản ánh việc này với nhà trường và kêu gọi mọi người biểu tình phản đối ở trường. Nhà trường đã tổ chức một cuộc họp giữa hiệu trưởng, Paty và một đại diện từ cơ quan giáo dục.
Sau khi người bố khởi kiện Paty về giờ học, anh đã cùng hiệu trưởng trường đến sở cảnh sát địa phương. Paty nói với cảnh sát rằng anh không hiểu vì sao mình bị kiện vì con gái của người bố đâm đơn kiện thật ra đã không có mặt trong lớp khi anh cho học sinh xem bức tranh.

### Thủ phạm
Theo công tố viên chống khủng bố Jean-François Ricard, thủ phạm là Abdoullakh Abouyedovich Anzorov, một người 18 tuổi gốc Chechnya mang quốc tịch Nga, sinh ra ở Moskva, Nga. Chechnya là một vùng lãnh thổ thuộc liên bang Nga, nơi người dân chủ yếu theo đạo Hồi. Anzorov tị nạn đến Pháp 12 năm trước khi 6 tuổi. Hắn sống ở quận Madeleine, thành phố Évreux, Normandy, cách hiện trường vụ sát hại khoảng 100 km, và dường như không có mối liên hệ nào với Paty hay trường của anh.
Gia đình Anzorov đến từ làng Shalazhi, Chechnya. Bố của Abdoullakh, Abuezid, đã chuyển đến Moskva rồi sau đó đến Paris. Sau khi vụ sát hại xảy ra, cảnh sát đã đến tìm các họ hàng xa của nhà Anzorov ở Shalazhi, nơi mà có tin đồn là họ đã chứa chấp chiến sĩ Hồi giáo vào giữa những năm 2000. Tháng 3 năm 2020, gia đình nhận được tư cách tị nạn và thẻ cư trú 10 năm tại Pháp. Abdoullakh chưa từng được các cơ quan an ninh chú ý, tuy nhiên hắn từng hầu tòa vì một số tội danh nhẹ.
Em gái của Anzorov đã gia nhập Nhà nước Hồi giáo ở Syria vào 2014. Bốn thành viên trong gia đình hắn đã bị cảnh sát Pháp bắt giữ để điều tra về vụ sát hại: ông Shamsudin Anzorov, bố mẹ, và một trong số các anh em của hắn.

## Sát hại và chặt đầu
Một tuần rưỡi sau giờ học tự do ngôn luận của Paty, vào ngày 16 tháng 10 năm 2020, kẻ giết người đứng chờ anh ở ngoài cổng trường và yêu cầu một số học sinh chỉ mặt anh cho hắn; sau đó hắn đi theo Paty khi anh rời khỏi trường. Bằng một con dao dài 30 cm, kẻ giết người đã sát hại và chặt đầu Paty trên một con phố gần trường College du Bois d'Aulne ở Conflans-Sainte-Honorine, nơi Paty dạy học, vào lúc khoảng 5 giờ chiều. Bên cạnh việc chặt đầu Paty, kẻ giết người còn tấn công vào đầu, bụng và hai tay của anh. Các nhân chứng đã nghe thấy kẻ giết người hô "Allahu Akbar" khi đang tiến hành vụ sát hại.
Vài phút sau khi vụ sát hại xảy ra, tài khoản @Tchetchene_270, được công tố viên chống khủng bố Jean-Francois Ricard xác định là thuộc về Abdullakh Anzorov, đăng tải lên Twitter một bức ảnh chụp đầu bị chặt lìa của Paty. Vài phút sau, Abdullakh Anzorov đối đầu với cảnh sát ở Éragny, gần Conflans-Sainte-Honorine, cách hiện trường khoảng 600 m và cảnh sát đã cố gắng bắt giữ hắn. Anzorov bắn vào cảnh sát bằng một cây súng cồn và đe dọa họ bằng một con dao, sau đó cảnh sát đã bắt hạ hắn. Một tin nhắn nhận trách nhiệm và một bức ảnh chụp thi thể của Paty đã được tìm thấy trên điện thoại của Anzorov.
Sau đó mười người đã bị cảnh sát bắt giữ để phục vụ điều tra, bao gồm ông bà, bố mẹ và em trai 17 tuổi của Anzorov. Ít nhất một người trong số đó là một chiến sĩ Hồi giáo đã được cảnh sát chống khủng bố Pháp biết đến.
Đây là vụ chặt đầu vì động cơ Hồi giáo thứ hai tại Pháp và châu Âu kể từ sau vụ tấn công Saint-Quentin-Fallavier năm 2015, trong đó Hervé Cornara đã bị chặt đầu.

## Phản ứng

### Phản ứng tại Pháp
Tổng thống Pháp Emmanuel Macron đã đến thăm trường của Paty và gọi vụ việc là "một vụ tấn công Hồi giáo điển hình". Ông cũng phát biểu rằng Paty "đã bị sát hại vì dạy cho trẻ em quyền tự do ngôn luận".
Bộ trưởng Bộ Giáo dục Pháp Jean-Michel Blanquer gọi vụ sát hại là "một sự công kích vào toàn bộ nước Pháp". Bộ trưởng Bộ Nội vụ Pháp Gerald Darmanin, người đang ghé thăm chính thức Morocco, đã ngay lập tức quay lại Paris sau khi nhận được tin tức về vụ sát hại. Jean-Remi Girard, chủ tịch công đoàn giáo viên cấp hai, cho biết các giáo viên cảm thấy "đau buồn" nhưng sẽ không sợ hãi.
Công tố viên chống khủng bố của Pháp cho biết Paty đã bị "sát hại vì việc dạy học," và vụ tấn công là một sự công kích đến quyền tự do ngôn luận.

### Phản ứng trên thế giới
Đại diện Liên minh các nền văn mình của Liên Hợp Quốc Miguel Moratinos đã lên án vụ sát hại. Lãnh đạo Cộng hòa Chechnya Ramzan Kadyrov cũng lên án vụ tấn công nhưng đồng thời cảnh báo về việc xúc phạm người Hồi giáo. Bộ Ngoại giao Ai Cập đã chia buồn cùng gia đình của Paty và lên án vụ sát hại.

### Biểu tình

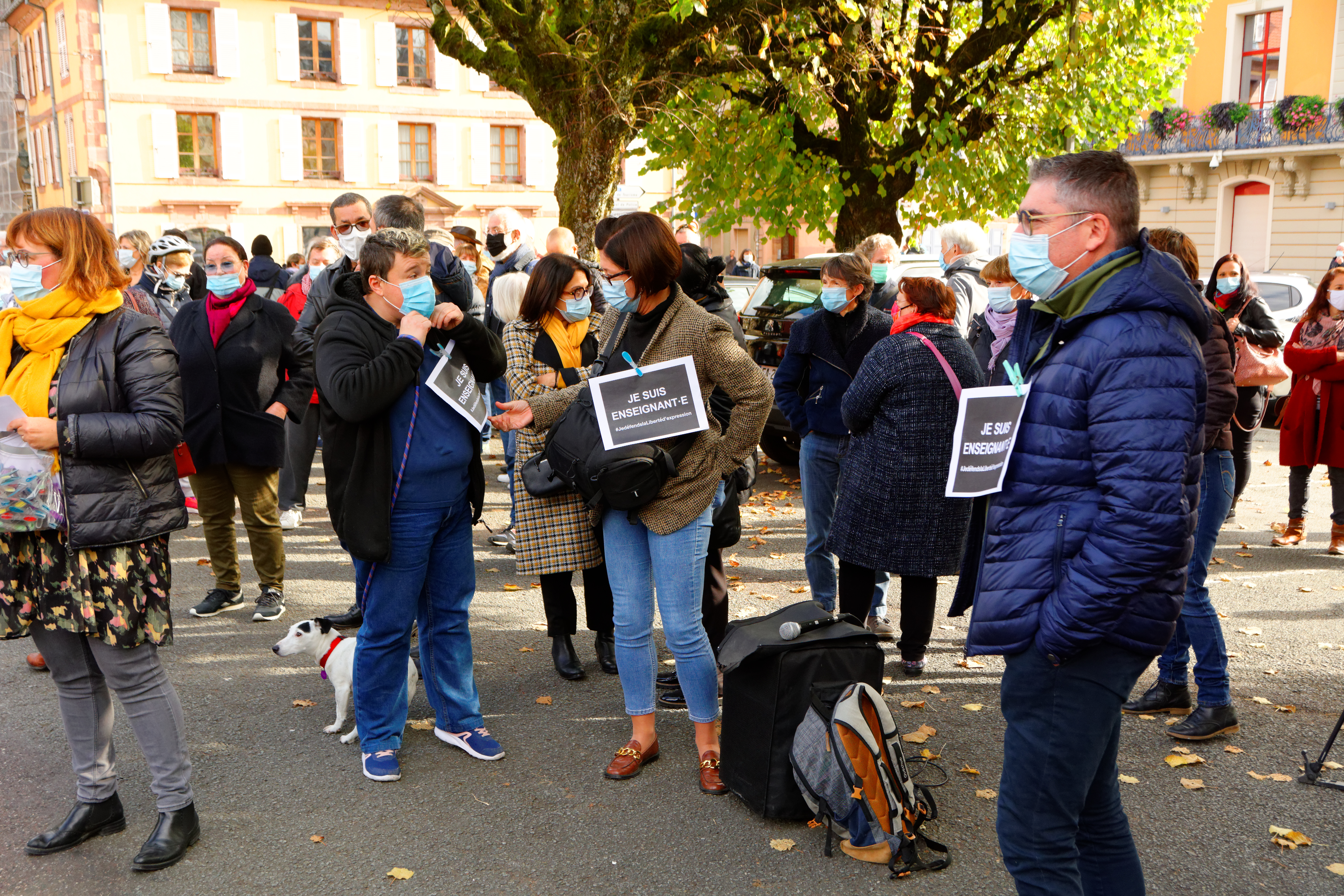
Biểu tình tưởng nhớ Paty tại Quảng trường République, Belfort

Các hashtag "Je Suis Prof" (tôi là một giáo sư) và "Je Suis Enseignant" (tôi là một giáo viên) đã được khởi xướng nhằm ủng hộ nạn nhân cũng như ủng hộ tự do ngôn luận. Việc này gợi nhớ đến chiến dịch và khẩu hiệu #JeSuisCharlie được khởi xướng sau khi các nhà báo của tờ Charlie Hebdo bị sát hại vì xuất bản tranh vẽ Muhammad. Trong một thông cáo, Charlie Hebdo đã bày tỏ sự ủng hộ đối với gia đình và bạn bè của Paty. Nhiều người Hồi giáo tại Pháp đã lên án vụ sát hại.
Các cuộc biểu tình lên án vụ sát hại đã diễn ra tại hàng chục thành phố trên khắp nước Pháp.